# Sampieri (cognome)
Sampieri è un cognome di lingua italiana.

## Varianti
Samperi.

## Origine e diffusione
Il cognome è presente a Siena e Siracusa.
Potrebbe derivare dal toponimo Sampieri.
In Italia conta circa 435 presenze.
La variante Samperi è messinese e catanese.

## Persone
- Ersilia Sampieri (1877-1955) – cantante italiana
- Floriano Sampieri (1360 c. – 1466) – giurista italiano
- Francesco Sampieri (1790-1863) – compositore italiano